# Lee Eun-hye
Lee Eun-hye (Koreaans: 이은혜; Hebei, China, 2 mei 1995) is een Zuid-Koreaans professioneel tafeltennisster van Chinese afkomst. Ze speelt rechtshandig met de shakehandgreep. Lee is haar achternaam.